# Hylkeenkloppi
Hylkeenkloppi är en ö nära Innamo i Nagu,  Finland.   Den ligger i Pargas stad i den ekonomiska regionen  Åboland  och landskapet Egentliga Finland. Ön ligger omkring 5 kilometer öster om Innamo, omkring 9 kilometer norr om Nagu kyrka,  31 kilometer sydväst om Åbo och 170 km väster om Helsingfors. Närmaste allmänna förbindelse är förbindelsebryggan vid Innamo som trafikeras av M/S Falkö.